# 贝格豪森
贝格豪森是德国莱茵兰-普法尔茨州的一个市镇。总面积4.37平方公里，总人口308人，其中男性153人，女性155人（2011年12月31日），人口密度70人/平方公里。